# 8-as busz (Tata)
A tatai 8-as jelzésű autóbusz a Fellner Jakab utca és Újhegy , Buszforduló között közlekedik körjáratként. A járat a nyári tanszünetben módosított menetrenddel közlekedik. A viszonylatot a MÁV Személyszállítási Zrt. üzemelteti.

## Története
A 2019-es szolgáltatóváltás előtt is ezen az útvonalon közlekedett a 8-as busz, de akkor több betétjárata is volt, mint például a 8A, 8Y, 88, 88Y. Jelenleg csak egy betétjárata van 8B jelzéssel.

## Útvonala
| Fellner Jakab utca (→ Güntner Kft.) → Újhegy → Fellner Jakab utca |
| --- |
| Fellner Jakab utca – Fellner Jakab utca – Kocsi utca – Kossuth tér – Komáromi utca – Május 1. út – Somogyi Béla utca – Bacsó Béla utca – Mikszáth Kálmán utca – Tavasz utca (– Güntner Kft. – Tavasz utca) – Juharfa utca – Szőgyéni utca – Újhegyi utca – Benczúr Gyula út – Újhegy, Buszforduló – Benczúr Gyula út – Feszty Árpád utca – Agostyáni út – Bacsó Béla utca – Almási utca – Május 1. út – Komáromi utca – Kossuth tér – Kocsi utca – Fellner Jakab utca – Fellner Jakab utca |

## Megállóhelyei
Az átszállási kapcsolatoknál a 2025 június 21-étől augusztus 31-ig érvényes nyári menetrend szerint vannak feltüntetve.
A nyári menetrendben a járat érinti a Güntner Kft. (Tavasz utca) nevű megállót
| 0  | Fellner Jakab utca Induló állomás | 1, 1M, 1R, 1T, 2G, 5, 5AF, 5FA, 5T, 7, 9, 9M |
| 1  | Környei út                        | 1, 1M, 1R, 1T, 2G, 5, 5AF, 5FA, 5T, 7, 9, 9M 8402, 8472, 8574, 8587, 8594, 8736, 8740 1850 |
| 3  | Kossuth tér                       | 1, 1M, 1R, 1T, 2G, 5, 5AF, 5FA, 5T, 7, 9, 9M 8402, 8472, 8574, 8587, 8594, 8736, 8740 1850 |
| 4  | Május 1. út                       | 1, 1M, 1R, 1T, 2G, 5, 5AF, 5FA, 5T, 7, 9, 9M 8465, 8466, 8479, 8726, 8727 |
| 5  | Autóbusz-állomás (Május 1. út)    | Helyben: 1, 1M, 1R, 1T, 2G, 5, 5AF, 5FA, 5T, 7, 7A, 9, 9M Autóbusz-állomáson: 3, 5A, 5AF, 5FA 804, 814, 8400, 8402, 8406, 8462, 8463, 8465, 8466, 8467, 8472, 8479, 8574, 8587, 8594, 8700, 8706, 8716, 8726, 8727, 8736, 8740 1824, 1841, 1850 |
| 6  | Városközpont                      | 1, 1M, 1R, 1T, 2G, 5, 5A, 5AF, 5FA, 5T, 7, 7A, 9, 9M 804, 814, 8400, 8406, 8462, 8463, 8465, 8466, 8467, 8472, 8700, 8706, 8716 1824, 1841 |
| 8  | Somogyi Béla utca                 | 1, 1M, 1R, 1T, 7, 7A, 9, 9M |
| 10 | Tavasz utca                       | 9, 9M |
| 11 | Juharfa utca                      | 9, 9M |
| 13 | Güntner Kft. (Tavasz utca)        | 9, 9M |
| 15 | Mindszenty József tér             | 9, 9M |
| 17 | Újhegyi út                        | 9, 9M |
| 18 | Újhegy, Buszforduló               | 9, 9M |
| 20 | Feszty Árpád utca                 | |
| 21 | Volán-telep                       | 7, 7A 8406 |
| 22 | Révai utca                        | 7, 7A |
| 23 | Almási út                         | 1, 1M, 1R, 1T, 7, 7A, 9, 9M |
| 24 | Városközpont                      | 1, 1M, 1R, 1T, 2G, 5, 5A, 5AF, 5FA, 5T, 7, 7A, 9, 9M 804, 814, 8400, 8406, 8462, 8463, 8465, 8466, 8467, 8472, 8700, 8706, 8716 1824, 1841 |
| 25 | Autóbusz-állomás (Május 1. út)    | Helyben: 1, 1M, 1R, 1T, 2G, 5, 5AF, 5FA, 5T, 7, 7A, 9, 9M Autóbusz-állomáson: 3, 5A, 5AF, 5FA 804, 814, 8400, 8402, 8406, 8462, 8463, 8465, 8466, 8467, 8472, 8479, 8574, 8587, 8594, 8700, 8706, 8716, 8726, 8727, 8736, 8740 1824, 1841, 1850 |
| 26 | Május 1. út                       | 1, 1M, 1R, 1T, 2G, 5, 5AF, 5FA, 5T, 7, 9, 9M 8465, 8466, 8479, 8726, 8727 |
| 27 | Kossuth tér                       | 1, 1M, 1R, 1T, 2G, 5, 5AF, 5FA, 5T, 7, 9, 9M 8402, 8472, 8574, 8587, 8594, 8736, 8740 1850 |
| 28 | Környei út                        | 1, 1M, 1R, 1T, 2G, 5, 5AF, 5FA, 5T, 7, 9, 9M 8402, 8472, 8574, 8587, 8594, 8736, 8740 1850 |
| 30 | Fellner Jakab utca Végállomás     | 1, 1M, 1R, 1T, 4, 4T, 5, 5T, 6, 6T, 7, 8B, 9, 9M |

## Külső hivatkozások
- Vonalhálózati térképek. Volánbusz. (Hozzáférés: 2024. július 26.)
- Vonalhálózati térképek. MÁV-csoport. (Hozzáférés: 2025. április 22.)